# Coleophora roridella
Coleophora roridella é uma espécie de mariposa do gênero Coleophora pertencente à família Coleophoridae.